# Лев (лунный кратер)
Кратер Лев (лат. Lev) — крохотный ударный кратер в юго-восточной части Моря Кризисов на видимой стороне Луны. Название присвоено по русскому мужскому имени и утверждено Международным астрономическим союзом 29.03.2012 г. В связи с небольшим размером кратера по правилам МАС для него было выбрано личное имя, в отличие от наименований больших кратеров, называемых в честь конкретных учёных.

## Описание кратера

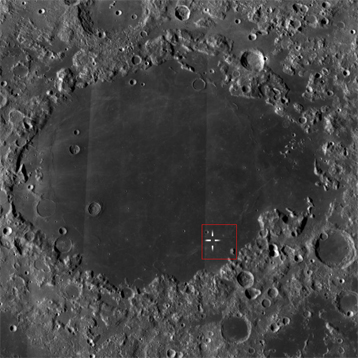
Расположение кратера Лев на снимке зонда Lunar Reconnaissance Orbiter.

Ближайшими соседями кратера Лев являются кратер Фаренгейт на северо-западе; кратер Кондорсе на востоке и кратер Озу на юго-востоке. На востоке-северо-востоке от кратера находится мыс Агар; на юго-востоке - Пик Усова; на юге от кратера проходят гряды Харкера. 

Селенографические координаты центра кратера 12°41′ с. ш. 62°12′ в. д. / 12,69° с. ш. 62,2° в. д., диаметр 60 м.

Кратер Лев имеет сложную форму образованную по всей вероятности объединением двух или более кратеров.

## Сателлитные кратеры
Отсутствуют.

## Места посадок космических аппаратов
- 6 ноября 1974 года приблизительно в 6 км на юго-западе от кратера в точке с координатами 12°40′ ю. ш. 62°08′ в. д. / 12,66° ю. ш. 62,13° в. д.G совершила неудачную посадку с последовавшим опрокидыванием советская автоматическая межпланетная станция «Луна-23».

- 18 августа 1976 года у северо-западной границы кратера в точке с координатами 12°45′ ю. ш. 62°12′ в. д. / 12,75° ю. ш. 62,2° в. д.G совершила посадку советская автоматическая межпланетная станция «Луна-24», доставившая на Землю колонку лунного грунта длиной около 160 сантиметров и весом 170 граммов.

## См.также
- Список кратеров на Луне
- Лунный кратер
- Морфологический каталог кратеров Луны
- Планетная номенклатура
- Селенография
- Минералогия Луны
- Геология Луны
- Поздняя тяжёлая бомбардировка